# Sociedade Ibérica de Ictiologia
A Sociedade Ibérica de Ictiologia (SIBIC), fundada em 2010, tem como objectivo principal promover o estudo e conservação de peixes nativos de ecossistemas aquáticos continentais e marinhos da Península Ibérica.

## HISTÓRIA
Nos dias 17 e 18 de dezembro de 2010, em Lleida (Espanha), um grupo de investigadores e gestores realizou uma reunião de constituição para unir os esforços, em torno da SIBIC, dos profissionais que trabalham no estudo e conservação de peixes nativos da Península Ibérica.
Recentemente, a Sociedade Ibérica de Ictiologia celebrou o VI Congresso Ibérico de Ictiologia intitulado “Ictiologia': dedicação aos peixes marinhos, peixes de água doce e aquacultura” que decorreu no Auditório e Centro de Congressos Víctor Villegas, em Múrcia (Espanha), entre os dias 21 e 24 de junho de 2016.